# Большой Вениж
Большой Вениж (удм. Бадӟым Вениж) — удмуртская деревня в Юкаменском районе Удмуртии. Входит в состав Засековского сельского поселения.

## География
Деревня расположена на северо-западе республики на расстоянии примерно в 16 километрах по прямой к юго-востоку от районного центра Юкаменского.
Часовой пояс
Деревня Большой Вениж как и вся Удмуртия, находится в часовой зоне МСК+1. Смещение применяемого времени относительно UTC составляет +4:00.

## Население
| 2010 | 2012 |
| ---- | ---- |
| 71   | ↘58  |

Национальный состав
Согласно результатам переписи 2002 года, удмурты составляли 99 % из 96 чел..